# Ludvig Viktor af Østrig
Ludvig Viktor af Østrig (15. maj 1842 – 18. januar 1919) var en østrigsk ærkehertug, der var den yngste søn af ærkehertug Franz Karl af Østrig og Sophie af Bayern. Han var en yngre bror til kejserne Franz Joseph 1. af Østrig-Ungarn og Maximilian 1. af Mexico.